# Americana
Americana este un oraș în São Paulo (SP), Brazilia. El își are originea dupa Războiul Civil American, când majoritatea deținătorilor de sclavi au migrat în sud, cu scopul de a-și muta fermele de sclavi, Brazilia fiind una dintre singurele țări la acea perioadă care permiteau sclavia. În prezent, încă exista influențe americane asupra orașului.
1. ↑  Prefeito e vereadores de Americana tomam posse; veja lista de eleitos (în portugheză), 1 ianuarie 2021, arhivat din original la 27 ianuarie 2021